# Лагодзін
Лагодзін (пол. Łagodzin, нім. Egloffstein) — село в Польщі, у гміні Дещно Гожовського повіту Любуського воєводства.
Населення — 398 осіб (2011).
У 1975-1998 роках село належало до Гожовського воєводства.

## Демографія
Демографічна структура станом на 31 березня 2011 року:
|          | Загалом | Допрацездатний вік | Працездатний вік | Постпрацездатний вік |
| -------- | ------- | ------------------ | ---------------- | -------------------- |
| Чоловіки | 196     | 42                 | 140              | 14                   |
| Жінки    | 202     | 54                 | 116              | 32                   |
| Разом    | 398     | 96                 | 256              | 46                   |